# توم ريتشموند
توم ريتشموند (23 يونيو 1890 - 29 ديسمبر 1957) (بالإنجليزية: Tom Richmond)‏ هو لاعب كريكت بريطاني (وحمل سابقاً جنسية المملكة المتحدة لبريطانيا العظمى وأيرلندا). شارك مع منتخب إنجلترا للكريكت.

## وصلات خارجية
- توم ريتشموند على موقع إي آس بي آن كريك إنفو (الإنجليزية)